# أكرم الوتري
أكرم داود الوِتْري (1930 - 16 يونيو 2013) دبلوماسي وقانوني وشاعر وكاتب عراقي. ولد في بغداد وأكمل دراسته الجامعية في كلية الحقوق العراقية عام 1952. التحق بالعمل في وزارة العدل منذ عام 1952 وتدرج بالوظائف حتى وصل إلى وظيفة مدون قانوني. وأكمل دراسته العليا في جامعة جنيف عام 1969. تم تعيينه في عدة مراكز ووظائف: مستشار مجلس شورى الدولة ثم نائب رئيس مجلس شورى الدولة، سفير وزارة الخارجية، رئيس الدائرة القانونية في وزارة الخارجية، رئيس الوفد العراقي إلى مؤتمر قانون البحار 1973-1982. اهتم بالأدب فكتب الشعر، من مؤلفاته القانونية نظام الانتداب والوصاية الدولي، والنظرية المحضة في القانون ترجمة عن هانز كيلسن وفن صياغة القوانين ومن مؤلفاته الأدبية ديوان شعر هو الوتر الجاحد وقصتا سعيد رغم الألم والإيمان وله نتاجات أدبية أخرى. كما ترجم عن الإنكليزية جني الثمار للشاعر طاغور. توفي في بغداد.

## سيرته ومهنته الدبلوماسية
ولد الشريف أكرم بن داود بن أحمد الوتري سنة 1349 هـ/ 1930 م في بغداد في عائلة عريقة الحسنية الشريفة. والده كان مديرا لحسابات البرلمان العراقي في ثلاثينيات القرن العشرين. حصل على ليسانس الحقوق من كلية الحقوق العراقية 1952، ودكتوراه القانون من جامعة جنيف بسويسرا 1969. ثم انتقل عام 1978 إلى وزارة الخارجية وعمل في الدائرة القانونية بوظيفة وزير مفوض. وفي نهاية عام 1979 أعيد إلى وزارة العدل ورُفع إلى وظيفة مستشار في مجلس شورى الدولة ثم عُـين رئيسا له فيما بعد. وفي عام 1986 نقل إلى وزارة الخارجية ورُفع إلى درجة سفير وعـُين رئيسا للدائرة القانونية. ترأس الوتري وفد العراق إلى مؤتمر قانون البحار للفترة 1973-1982 وانتخب نائبا لرئيس المجموعة العربية في ذات المؤتمر. وكان عضوا في محكمة التحكيم الدائمة في لاهاي- هولندا- فترة طويلة. وترأس اللجنة القانونية لجامعة الدول العربية. وأسهم في لجنة مشروع الدستور الدائم لسنة 1990. ومارس التدريس في كلية الحقوق بجامعة بين النهرين. توفي الوتري في 8 شعبان 1434 / 16 يونيو 2013 في بغداد.

## مهنته الأدبية
اهتم أكرم الوتري بالأدب فكتب الشعر مقتفيا خطى جده من أبيه كما كتب القصة. ورافق في شبابه كبار شعراء العراق مثل نازك الملائكة وعبد الرزاق عبد الواحد وعبد الوهاب البياتي وعاتكة الخزرجي وغيرهم. وكان يجيد اللغات الفرنسية والإنكليزية والألمانية. ومن مؤلفاته القانونية نظام الانتداب والوصاية الدولي، والنظرية المحضة في القانون ترجمة عن هانز كيلسن وفن صياغة القوانين. ومن مؤلفاته الأدبية ديوان شعر هو الوتر الجاحد وقصتا سعيد رغم الألم والإيمان وله نتاجات أدبية أخرى. كما ترجم عن الإنكليزية جني الثمار للشاعر طاغور.
يقول صلاح نيازي بأن الشاعر أكرم الوتري هو من أوائل الشعراء العراقيين الذين كتبوا القصيدة العضوية وهذا بحد ذاته إنجاز أدبي مهم يتعلق بتقنية النص الشعري. ويعده بعض نقاد الأدب «مبدعاً في طريقته التي لا يضاهيه فيها غير القلائل من شعراء العربية المحدثين»، غير أنه كتب ديواناً واحداً، «أغلقه وأقسم عليه أن لا يعود إلى الشعر من جديد بعد أن كان هو الشاعر الذي تحلم به بغداد».

## آثاره
- الوتر الجاحد، ديوان شعر، 1950.
- سعيد رغم الألم، قصص، 1945.
- الإيمان، قصص، 1946.
- جني الثمار ترجمة عن الإنجليزية للشاعر طاغور، 1952.
- نظام الانتداب والوصاية الدولي، رسالته.
- النظرية المحضة في القانون، ترجمة Pure Theory of Law عن هانز كيلسن
- فن صياغة القوانين

## وصلات خارجية
- في «أرشيف المجلات»